# استان اینهامبانه
اینهامبانه (پرتغالی: Inhambane) یک استان ساحلی واقع‌ در جنوب موزامبیک است. استان اینهامبانه ۶۸٬۷۷۵ کیلومتر مربع مساحت و ۱٬۲۷۱٬۸۱۸ نفر جمعیت دارد.